# Петрович, Любко
Лю́бомир (Лю́бко) Пе́трович (серб. Љубомир «Љупко» Петровић / Ljubomir "Ljupko" Petrović; род. 15 мая 1947, Брусница-Велика, Босния и Герцеговина) — югославский футболист и футбольный тренер. Играл на позиции нападающего.

## Карьера

### Игрока
Большую часть матчей провёл за команду «Осиек» из одноимённого города. Также играл за клубы США в Major Indoor Soccer League.

### Тренерская
В списке команд, которые тренировал Петрович, числятся около 20 клубов и сборных. В числе их находятся «Осиек», «Црвена звезда» (с ней он выиграл Кубок европейских чемпионов 1990/91), «Спартак» из Суботицы, «Войводина», «Кроация», «Локомотива», молодёжная и юношеская сборные Югославии, ПАОК, «Пеньяроль», «Эспаньол», «Олимпиакос», «Литекс», «Левски», ГАК, «Аль-Ахли», «Шанхай Шэньхуа» и «Бэйцзин Гоань». С декабря 2011 года — главный тренер казахстанского клуба «Тараз». 14 мая 2013 года по решению Жамбылской федерации футбола и руководства клуба «Тараз» Петрович был отправлен в отставку.

## Личная жизнь
По национальности боснийский серб. Жена Снежана. Дети: Срджан и Светлана. Внуки: Никола и Анастасия.

## Достижения

### Тренерские
«Спартак» (Суботица)
- Победитель Второй лиги: 1988

«Войводина»
- Победитель Первой лиги: 1989

«Црвена звезда»
- Чемпион Югославии: 1995
- Обладатель Кубка Югославии: 1995 и 1996
- Победитель Первой лиги: 1991
- Победитель Кубка европейских чемпионов: 1991

«Левски»
- Чемпион Болгарии: 2001

«Литекс»
- Обладатель Кубка Болгарии: 2004

«Бэйцзин Гоань»
- Обладатель Кубка Китайской футбольной ассоциации: 2003

«АПР»
- Чемпион Руанды: 2014, 2018